# Hällefors-Hjulsjö församling
Hällefors-Hjulsjö församling är en församling i Bergslagens kontrakt, Västerås stift. Församlingen ligger i Hällefors kommun och utgör ett eget pastorat.

## Administrativ historik
Församlingen bildades 2006 genom sammanslagning av Hällefors församling och Hjulsjö församling

## Kyrkor
- Hällefors kyrka
- Hjulsjö kyrka